# Gemaal Wilhelmina
Het Gemaal Wilhelmina is een voormalig elektrisch gemaal uit 1928 in Schermerhorn in de Nederlandse provincie Noord-Holland. Het was een van de vier gemalen die in 1929 de bemaling van de polder de Schermer overnamen van 17e-eeuwse windmolens.  De gemalen, met dienstwoning, zijn door het Ingenieursbureau W.C. en K. de Wit ontworpen in de stijl van de Amsterdamse School.
In 1925 besloot het polderbestuur moderne elektrische gemalen te bouwen waardoor de molens overbodig werden. De gemalen hebben namen gekregen van het Koninklijk Huis: Emma bij Grootschermer, Juliana bij Driehuizen en Wilhelmina. In 1928 kwam gemaal Wilhelmina gereed, er stonden twee Stork centrifugaalpompen, aangedreven door elektrische motoren. Alleen bij veel wateraanbod vanuit de polder draaiden beide pompen, onder normale omstandigheden kon een pomp het werk aan. Het gemaal is opgetrokken in de stijl van de Amsterdamse School. In 1993 is het gemaal buiten werking gesteld.
In 1991 werd de bemalingstaak overgenomen door het er naast gebouwde Gemaal Beatrix. De beide gemalen liggen tussen de Bovenmolen G en de Ondermolen K aan de Molendijk. Iets noordelijker ligt het Noorderpolderhuis.  Deze twee poldermolens en het polderhuis zijn beschermd als rijksmonument.
Het machinekamer van het gemaal is sinds 1995 als "Museumgemaal Wilhelmina" te bezichtigen als industrieel erfgoed. Het woonhuisgedeelte van het gebouw is nog steeds bewoond.